# Хакасский республиканский национальный музей-заповедник
Хакасский республиканский национальный музей-заповедник «Казановка» (хак. Хакас Республиканың чон музейі-заповеднигі) — государственное учреждение культуры Республики Хакасия, расположен в юго-западной части региона, в предгорьях Абаканского хребта.
Первый музей-заповедник Хакасии был создан в 1996 году на территории Аскизского района республики. Площадь составляет 18,4 тыс. га. Границы его проходят в непосредственной близости от населённых пунктов: Казановка, Верх-Аскиз, Югачи, Верх-База, Нижняя База, Бейка.
Здесь сочетаются все виды культурного и природного наследия: живописные ландшафты и богатый археологический фонд. Хорошо сохранились также и образцы хакасской народной жизни.

## ПриродаХакасского музея-заповедника «Казановка»
Территория музея-заповедника расположена в южной части Хакасско-Минусинской котловины, с запада подходят отроги Кузнецкого Алатау. Ландшафты музея-заповедника разнообразны: степь, горная степь, горная тайга, тайга. В северо-западной части музея-заповедника преобладают скалистые горы с высотами 800—1000 м, в восточной — невысокие сопки и степные долины. С севера на юг протянулись цепи гор и сопок, западные и южные склоны которых каменистые и труднодоступные.

### Геология

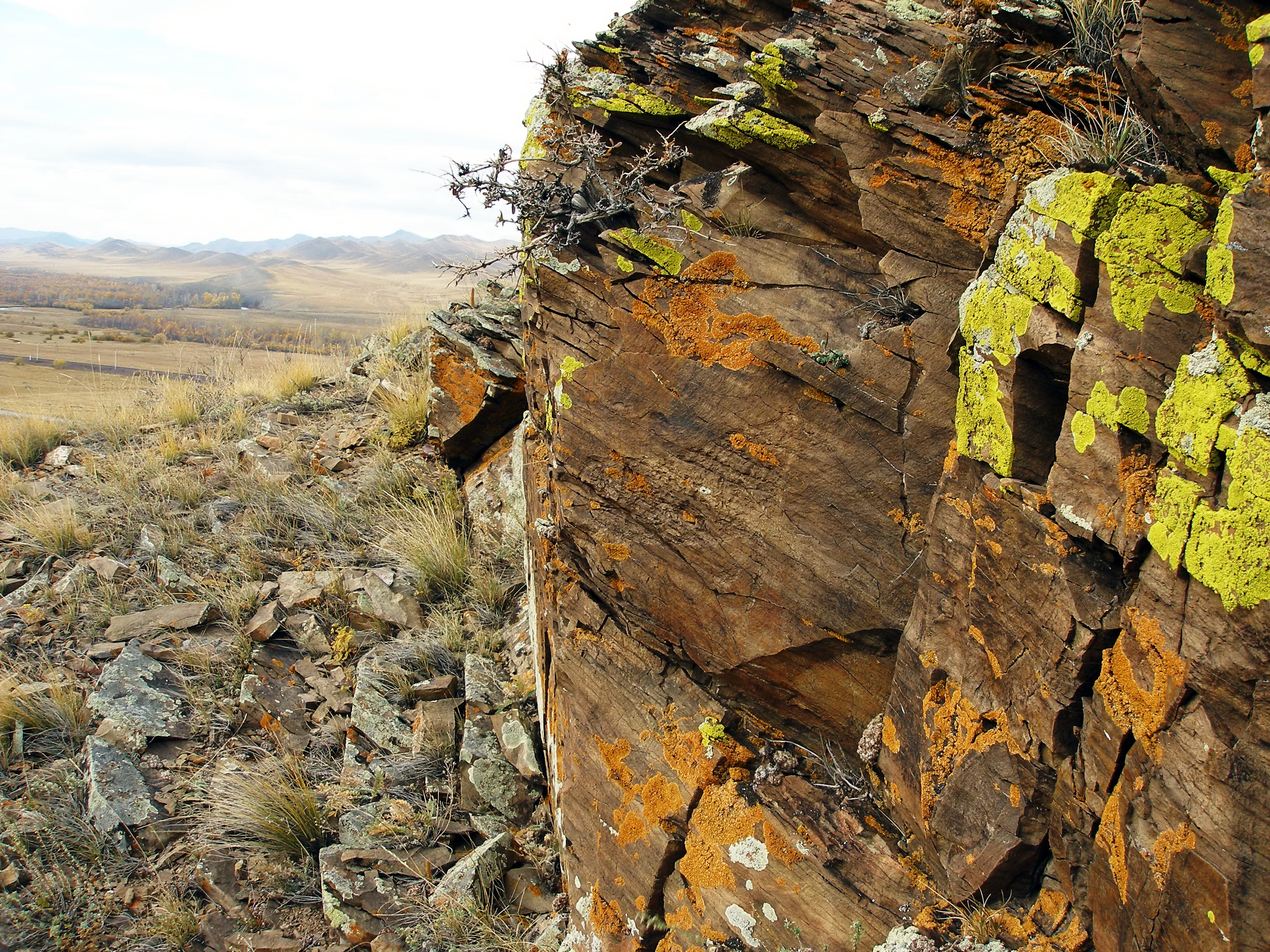
Красный песчаник

Самыми древними геологическими отложениями музея-заповедника являются карбонатные и терригенные породы, относящиеся к нижнему кембрию. Основные породы, формирующие территорию музея-заповедника, относятся к нижним девонским отложениям. Преобладающими из них являются различные песчаники, сланцы, известняки и другие породы палеозойского возраста. Низы Казановской свиты сложены из коричнево-серых, красновато-бурых, зеленовато-серых мелкозернистых песчаников. Верхи состоят из красновато-бурых и вишнёво-бурых грубозернистых песчаников. Более поздние породы приурочены к речным долинам. Настоящим украшением музея-заповедника стали скальные массивы из красного песчаника рядом с селом Казановка, мощность которых достигает 900 м. Территория музея-заповедника расположена над крупным тектоническим разломом. По археологическим данным разработка полезных ископаемых в этой местности началась более четырёх тысяч лет назад. Особое внимание древних людей привлекали металлы — медь и железо. Есть в музее-заповеднике также небольшие месторождения молибдена, бериллия, асбест-радуситов. В 25 км от границ музея-заповедника, в долине Чазы гол, ведётся промышленная добыча золота.

### Климат
Музей-заповедник находится в зоне умеренно-тёплого засушливого климата. Зима начинается в середине октября и заканчивается в апреле. Средняя температура зимой — около 20 градусов мороза, абсолютный минимум — 48-50 градусов мороза. Самые поздние заморозки отмечались в начале июня, а самые ранние — в конце августа. Средняя температура летом — 20 градусов тепла, абсолютный максимум — 39 градусов. Переход к устойчивым положительным температурам происходит в начале апреля. Общее количество дней в году с температурой выше нуля — около 200. Промерзание почвы достигает 2—2,4 м. Для этой части Аскизского района характерны сухое лето и малоснежные зимы.

### Реки

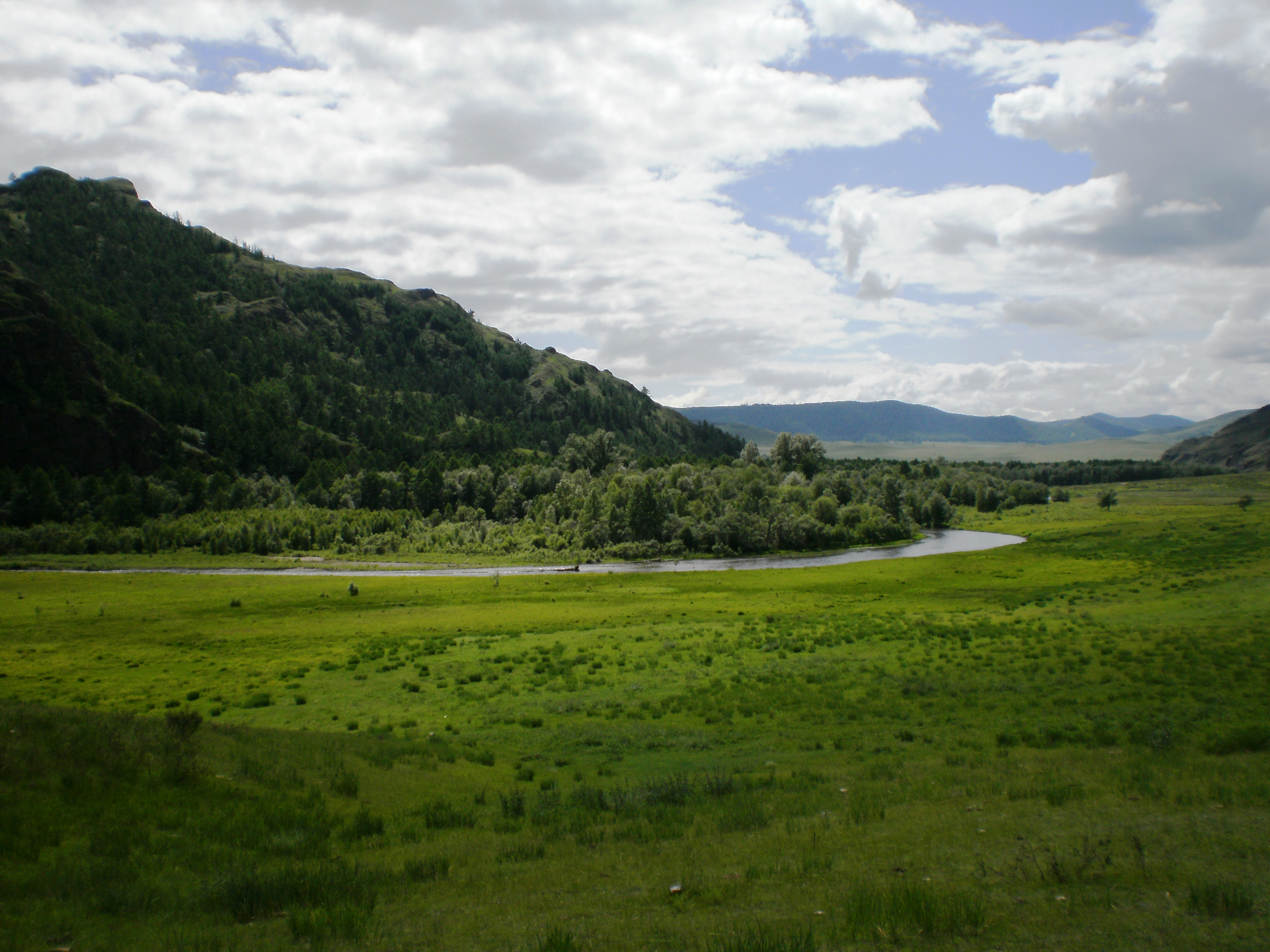
Река Аскиз в районе горы Аар

Основные водные ресурсы музея-заповедника — это реки: Аскиз (на юго-западе) и его притоки — Бейка (на северо-востоке), Сир (на северо-западе). Аскиз в свою очередь является притоком Абакана. Река Аскиз имеет ширину 10-15 м при небольшой глубине в 1 м. Питание рек смешанное — за счёт таяния снегов в горах, осадков, родников. Эта часть Кузнецкого Алатау является территорией распространения подземных вод с повышенной минерализацией.

### Почвы
Чернозёмы на территории музея-заповедника встречаются в основном в межсопочных долинах, солончаковые почвы — в низинах. В долине реки Аскиз развиты темноцветные и тёмно-бурые пойменные почвы. Наиболее распространённые для этой местности почвы — тёмно-каштановые. К господствующим почвообразующим породам следует также отнести глины и суглинки.

### Растительный мир

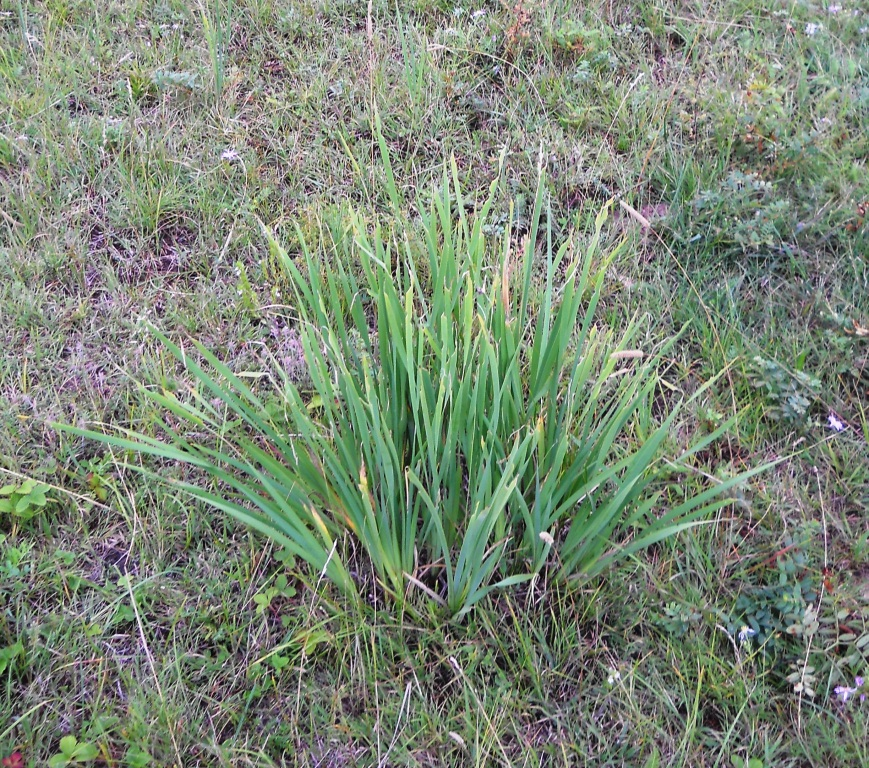
Дикий ирис в августе

Сложность рельефа накладывает свой отпечаток на растительный мир музея-заповедника. Из 1526 видов высших растений, выявленных на территории Хакасии, в музее-заповеднике произрастает 560 видов. Горная часть музея-заповедника покрыта темнохвойными, сосновыми и сосново-лиственными лесами. Из деревьев преобладают лиственница, сосна и берёза. Травостой развит хорошо и представлен лугово-лесными видами. В котловинах и по склонам сопок растут ковыль, типчак, змеёвка, тонконог, полынь. Северные склоны сопок покрыты кустарниками: караганой, спиреем, кизильником. На террасах и в поймах рек Аскиз, Бейка, Сир расположены луга. Нередко эти луга в весеннее время заливаются. Кроме лугов встречаются небольшие участки, занятые под рощи из тополя и берёзы, кустарниками из ивы, ольхи, черёмухи и шиповника. В низинах встречается солонцовая и солончаковая растительность. Для этих мест характерно распространение ириса-пикульника. Степная растительность определяет и тип степи: ковыльная, луговая, ковыльно-пырейная, пырейно-злаковая, каменистая, полынно-осочковая и пикульно-чиевая. Наиболее характерными растениями этих степей являются: ковыль-волосатик, солодка уральская, кровохлебка. Часто встречаются: копеечник Гмелина, астрагалы, пырей ветвистый, тимьян ползучий (богородская трава), панцерия, мятлик степной.
Растения, влияющие на жизнь человека, можно разделить на две группы — пищевые и лекарственные. К первой группе относятся: клубника луговая, брусника, крыжовник, шиповник, чёрная и красная смородина, черемуха. В пищу местным населением используются также: черемша, папоротник, кандык, сарана, дикий лук. За пределами музея-заповедника, в горной тайге, люди собирают малину, чернику, жимолость и кедровый орех. В лекарственных целях местными жителями активно применяются: чабрец, душица, мята, лист малины, брусника — как жаропонижающие. Отвары из листа чёрной смородины избавляют от расстройств желудка, а ваннами из хвои пихты лечат болезни суставов и ревматизм. Печени помогает пижма, а внутренние кровотечения останавливаются отваром кровохлебки. Всего на территории музея-заповедника выявлено 333 вида лекарственных растений. Методы хакасской народной медицины предусматривают излечение от большинства известных на сегодня болезней.

### Животный мир
Животный мир музея-заповедника не столь разнообразен, как растительный. Это связано с активной хозяйственной деятельностью, осуществляемой на протяжении многих лет на территории музея-заповедника. В последние годы[когда?]

 в связи с закрытием многих лесоперерабатывающих и сельскохозяйственных предприятий и, как следствие, снижением хозяйственной активности наметилась тенденция восстановления видового состава фауны в этой части Кузнецкого Алатау.
Особую опасность для здоровья человека представляют степные и таёжные клещи. В музее-заповеднике в связи с сезонной активностью клещей приём посетителей производится только после десятого июня.

#### Насекомые

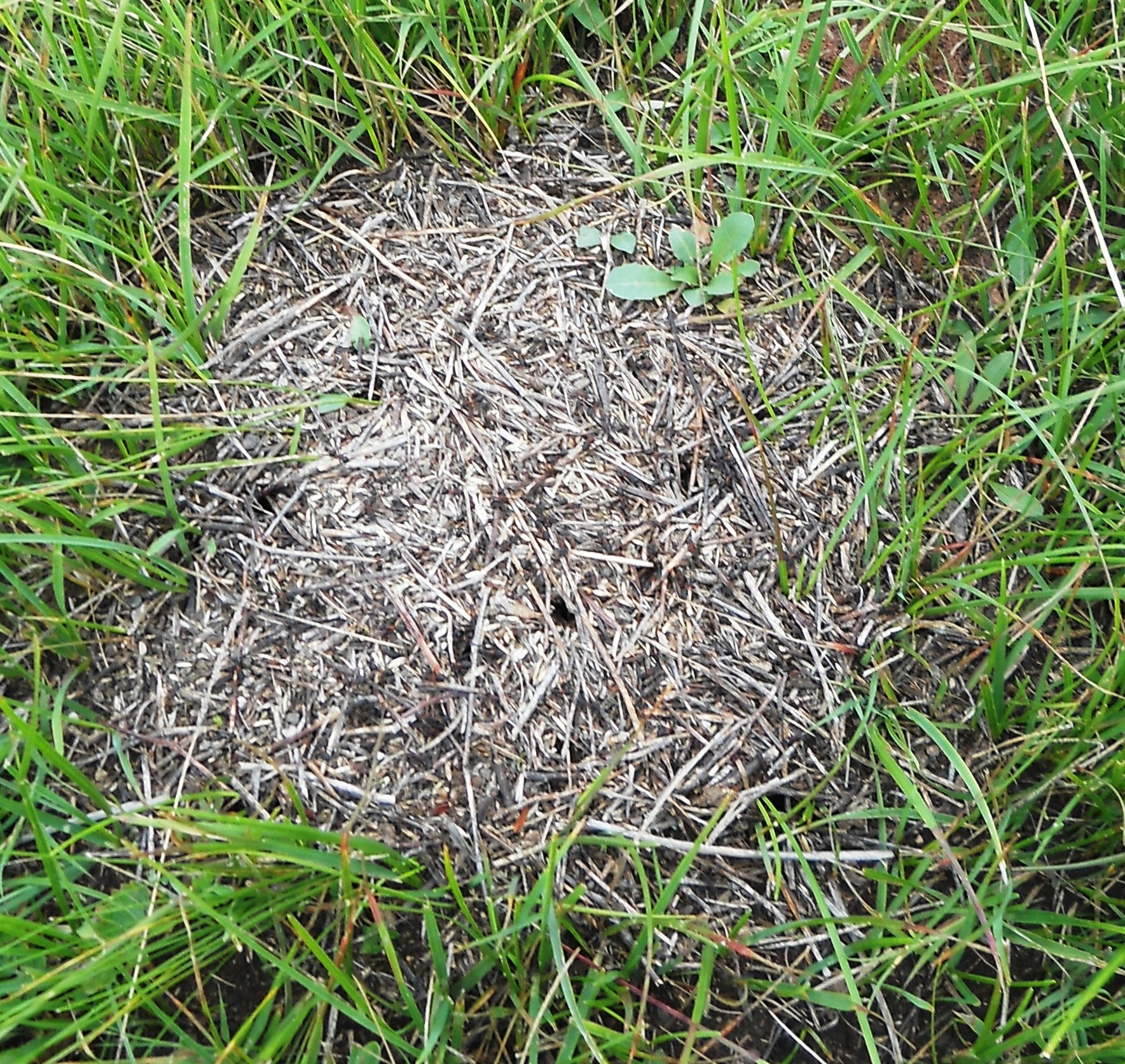
Муравейник

На территории Хакасии насчитывается до сорока видов муравьёв. В музее-заповеднике встречаются рыжие лесные муравьи, светло-бурый лазиус и древоточец чёрный. В тайге встречаются большие, зачастую в половину человеческого роста, кучи — это муравейники. Муравьи — известные «чистильщики» леса: чем их больше, тем меньше вредителей и тем целее лес.
Бабочки— самые заметные насекомые в тайге и степи. На территории музея-заповедника наиболее часто встречаются: луговой мотылёк, махаон, крапивница, белянки, боярышница и волнянки. Если повезёт, то можно увидеть и по настоящему редкие виды бабочек: аполлона, павлиний глаз или ленточницу тополёвую.
Прямокрылых выявлено в музее-заповеднике 39 видов. Саранчовые представлены кобылками, коньками (бурыми, луговыми), травянками. Кузнечики: степные, пятнистые, певчие.
Из других насекомых, влияющих на жизнь растительного мира и человека, можно выделить две группы — вредных и полезных. К вредным насекомым относятся: зерновая совка, полевой клоп, пилильщики, усачи, короеды. Серьёзную опасность для местных огородов представляют: капустная муха, репная белянка, луковая муха. Полезные насекомые: сарфины, пчелы, божьи коровки, осы, жужелицы.

#### Рыбы
В водоёмах Хакасии обитает 34 вида рыб. Из них в реках музея-заповедника водятся: сибирская минога, пескарь, сибирский хариус, гольян, бычок. Чуть реже, но все же пока встречаются: налим, таймень, ленок. Рыбная ловля осуществляется местными жителями при помощи удочек и бредней. До 1970-х гг. они использовали оригинальный способ хранения рыбы, замораживая её в больших чанах после осеннего лова.

#### Земноводные и пресмыкающиеся
Земноводных в музее-заповеднике два вида — сибирская лягушка и обыкновенная жаба. Пресмыкающихся отмечено пять видов: обыкновенный уж, обыкновенная гадюка, узорчатый полоз, живородящая и прыткая ящерица. Опасность для жизни человека представляет только гадюка.

#### Птицы
В Хакасии насчитывается 315 видов птиц, из них в музее-заповеднике — около 260. Среди хищных пернатых попадаются редкие виды, занесённые в Красную книгу России: степной орел, беркут, сокол-сапсан. К распространённым видам можно отнести — канюков, кобчиков, степных луней, воронов, серых ворон. По ночам на охоту вылетают филин, ястребиная сова, домовой сыч. В скалистых массивах вьют гнезда горные галки, скалистые голуби, горные ласточки. В последние годы на горе Аар таг, рядом с Казановкой, появились гнездовья огаря. В степи слышны трели полевого жаворонка, а в пойменных лесах — щеглов и бурых пеночек. По берегам рек суетятся трясогузки, по мелководью с камня на камень перелетают оляпки. Через Казановку пролегают пути сезонных миграций кедровок. В тайге среди птичьего многообразия выделяются глухари, рябчики и тетерева. На склонах гор, поближе к полям пшеницы и ржи, кормятся перепёлки. По устным свидетельствам местных жителей, в восточной части горного хребта Читы-хыс, вновь (спустя сорок лет) появилась дрофа.

#### Млекопитающие
На территории Хакасии известно 76 видов млекопитающих. Активная хозяйственная деятельность человека практически «освободила» музей-заповедник от млекопитающих. Легче всего к изменившимся условиям приспособились грызуны: мыши, суслики, бурундуки. В тайге часто встречаются белки, в полях — зайцы. Западные склоны хребта Читы хыс и долина Кюг — места традиционных зимовок косули. В северо-западной части музея-заповедника, на водоразделе ручьёв Сир и Бейка, можно встретить марала. У подножья горного массива Хызыл хая местные охотники ставят капканы на барсука. Из хищников сохранились медведи, волки, лисы. В верховьях ручья Сир все чаще стали попадаться следы рыси. На реке Аскиз, чуть выше Казановки, обитает норка. По археологическим данным, ещё 400—500 лет назад на этой территории водились лоси, бараны-аргали, северные олени, соболи.

### Памятники природы
На территории музея-заповедника пока не проводились комплексные естественнонаучные изыскания, поэтому памятники природы специально не учитывались. Однако флористическими исследованиями 2000—2001 годов выявлено более тридцати растений-эндемиков (встречающихся только в этой местности), которые можно отнести к ботаническим памятникам. Своеобразное геологическое развитие этой части Абаканского хребта привело к появлению живописных скал, таких как Тура хая, Хызыл хая, Апсах тас. На вершинах гор в долине Хуртуях-хол встречаются брекчии (окатанная галька, спрессованная вулканическим пеплом). Это геологические памятники. Музей-заповедник оказался на стыке двух пещерных краёв — Балыксинского (около 100 пещер) и Саксарского (более 150 пещер). На территории музея-заповедника пещер нет, известно только около двадцати пещерных проёмов (гротов) глубиной 10-20 м. Но у северо-восточной границы музея, рядом с селом Бейка, есть комплекс из четырёх пещер (самая большая из них — Бейская, глубиной около 1,5 км). Эти объекты являются памятниками спелеологии.
Не совсем понятно, к каким памятникам, природы или истории, нужно отнести культурные ландшафты. Это могильные поля, стелы, менгиры, изваяния, древние оросительные системы и памятники горного дела (шахты, плавильные печи). Общая площадь таких ландшафтов в музее-заповеднике — более 100 км². Именно культурные ландшафты составляют основные фонды Хакасского национального музея-заповедника.

## Археологическое наследие Хакасского музея-заповедника
К памятникам археологии относятся: свидетельства жизни (поселения) и смерти (курганы, поминальники, могильные поля) древних людей. Важными историческими источниками являются также результаты их деятельности (оросительные каналы, памятники горной металлургии, фортификационные сооружения) и образцы духовной культуры (петроглифы, стелы, изваяния, предметы прикладного искусства). На территории музея-заповедника выявлено и поставлено на первичный учёт более двух тысяч памятников археологии. Самые ранние из них относятся к эпохе неолита, их «возраст» превышает шесть тысяч лет. Наиболее поздние памятники датируются XVII—XVIII веками.

### Курганы

Тагарский курган вблизи Казановки

Наиболее древние курганы на территории музея-заповедника были созданы в эпоху ранней бронзы, более четырёх с половиной тыс. лет назад. Однако расцвет курганного строительства относится к I тыс. до новой эры — к тагарской эпохе. Именно в период между IX и I вв. до н. э. создали современный ландшафтный облик Хакасии. Более тысячи тагарских курганов зафиксировано на территории музея-заповедника. Особенно эффектно выглядят могильные поля в долине Кюг, у аала Анчыл-Чон, в долине Читы хыс.
При раскопке могильников тагарской культуры, обнаружены образцы древнего оружия, причём зафиксирован состав оружия ближнего боя в женских захоронениях, что может указывать на причастность этих женщин к воинскому сословию.

### Петроглифы

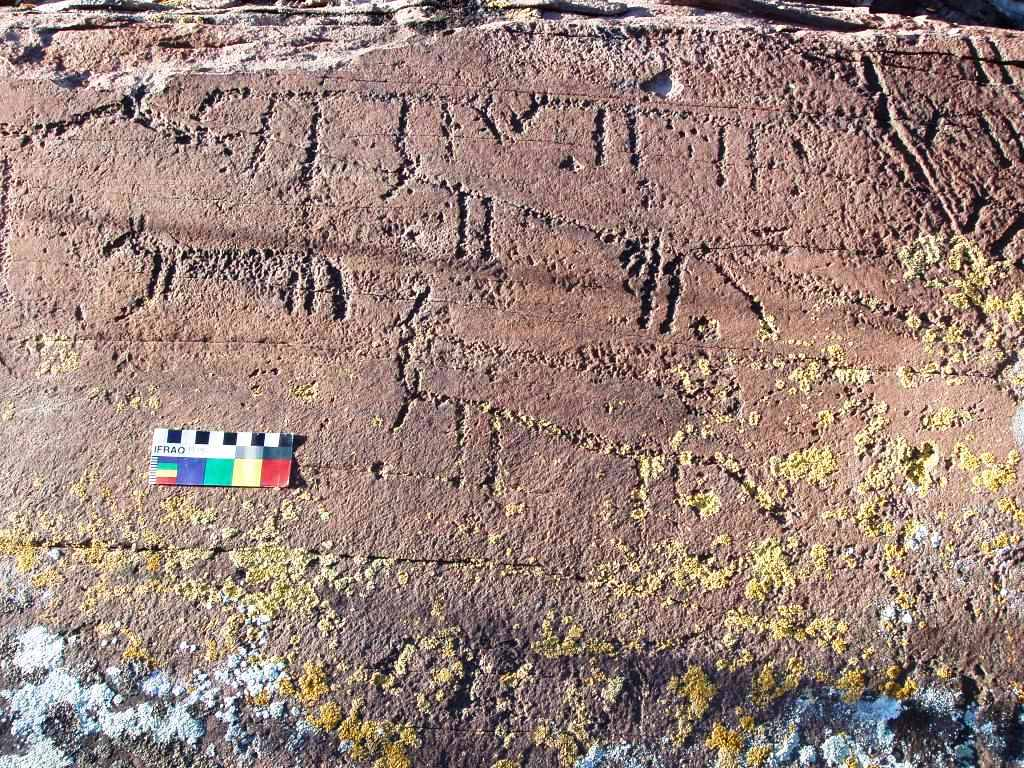
Петроглифы музея-заповедника

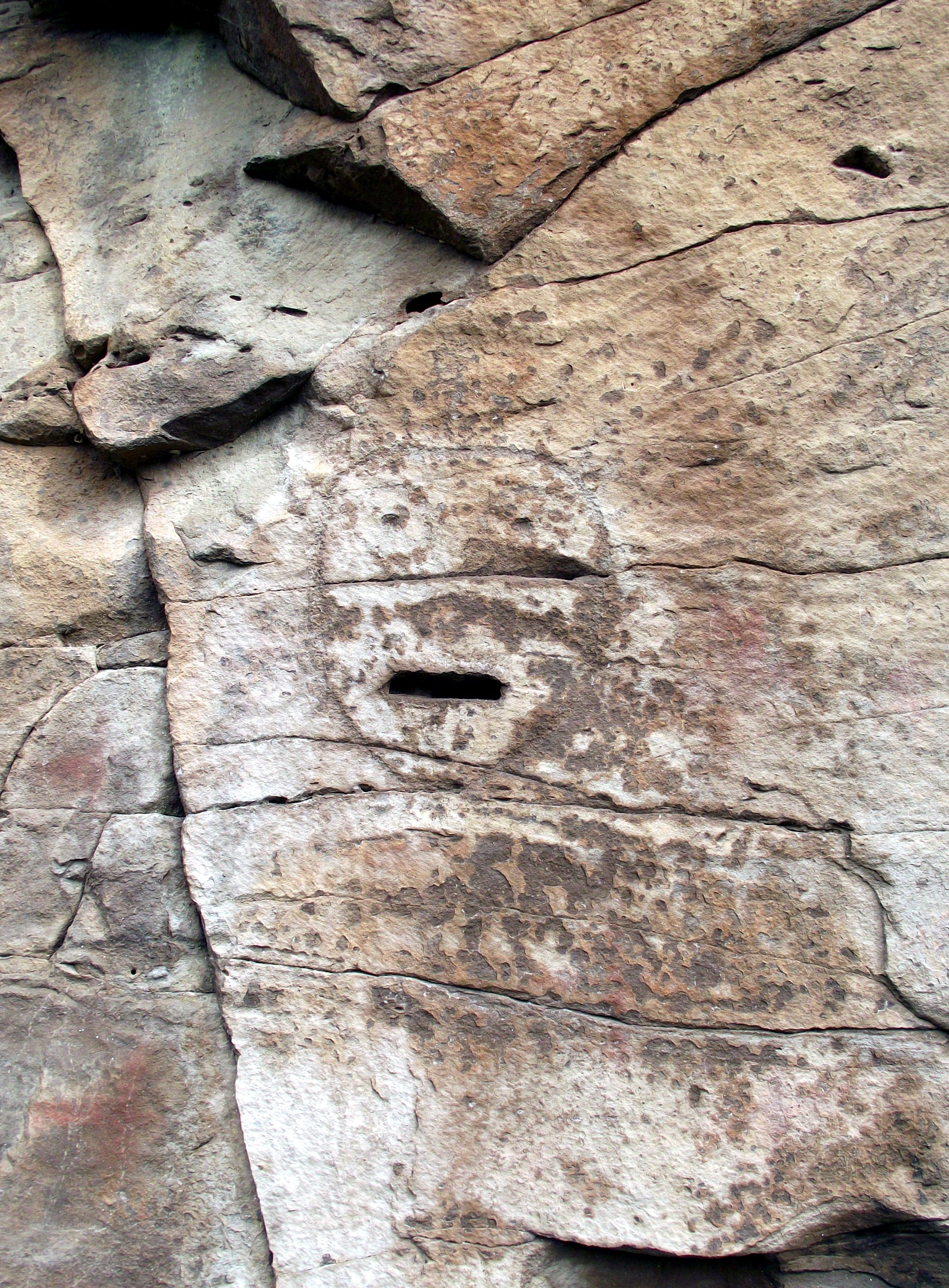
Петроглиф «Личина». Окуневская культура, конец третьего тысячелетия до н. э.

Наиболее древние рисунки музея-заповедника относятся к окуневскому периоду (рубеж III—II тыс. до н. э.), а самые поздние — к новейшей истории (XIX — начало XX вв.). Местонахождение петроглифов — скалы, плиты курганов, небольшие плитки из красного песчаника. Всего на территории музея-заповедника поставлено на учёт более полутора тысяч наскальных рисунков. По технике нанесения изображения подразделяются на выбивки и гравировки. Выбивкой называется рисунок, линии которого созданы из точек, выбитых на поверхности камня при помощи специального пробойника. Гравировка — нацарапанный, иногда с последующей шлифовкой линий, на поверхности камня рисунок или надпись. Основные темы памятников наскального искусства: дикие и домашние животные, магические атрибуты (шаманские бубны, обереги и т. д.). К распространённым темам можно отнести: изображения предков, духов и родовых знаков. Часто изображается также устройство мироздания и обряды. Основные скопления петроглифов в музее-заповеднике — на скалах у села Казановка, на склонах горного массива Читы хыс, в логах Кюг и Хуртуях хол.

### Поселения
Древние поселения являются наименее изученной темой в археологии Хакасии. Остатки поселений кочевников-скотоводов — это «пятна» очагов на земле, дроблёные кости домашних животных, кусочки разбитой глиняной посуды. Как правило, невозможно установить конструкцию жилища, его интерьеры, планировку поселения. Кроме того, уже в XX веке значительная часть древних поселений оказалась в зоне интенсивной распашки земель и была уничтожена.
На территории музея-заповедника наиболее ранние остатки древних поселений относятся к афанасьевской культуре (III тыс. до н. э.). В ту эпоху жили по берегам рек Сир и Аскиз на невысоких террасах.
Поселения окуневской культуры (конец III — начало II тыс. до новой эры) были расположены в узких горных долинах Хызыл хая и Хуртуях хола, на берегах теперь уже пересохших ручьёв.
Представители карасукской культуры (XIII—VIII вв. до н. э.) предпочитали селиться у самой кромки береговой линии реки Аскиз. Обнаружено три таких поселения в границах современных сел Казановка, Улуг-Кичиг и Анчил чон.
В тагарскую эпоху (IX—III вв. до н. э.) жили в степных долинах, у подножья невысоких гор. Пока не удалось выявить ни одного поселения этого периода, за исключением нескольких фрагментов, так называемых «поселенческих пятен». Их местонахождение позволяет сделать вывод, что для людей того времени наличие воды рядом с поселением было не обязательным.
Во времена таштыкцев (III в. до н. э. — V в. н. э.) население региона резко увеличилось. Остатки поселений таштыкцев встречаются повсеместно вдоль берегов рек Аскиз, Сир, Кюг, Бейка. Зачастую границы поселений того времени превышают границы современных деревень.
В эпоху кыргызов (VI—XII вв.) жители современных окрестностей Казановки селились на полуоткрытых площадках горных долин и вблизи заросших лесом речных низин. Это объясняется неспокойным временем и постоянными военными стычками, сопровождавшими формирование государственности на территории Хакасско-Минусинской котловины. Следы этих поселений найдены на западной окраине села Казановка, в логе Хуртуях хол, в границах аала Улуг-Кичиг.
Поселения позднего средневековья (XIII—XVIII вв.) пока не обнаружены на территории музея-заповедника. О том, что в этот период в Казановке жили люди, свидетельствуют могильники, расположенные на вершинах и склонах невысоких гор: Тюльдегей, Аар таг, Хузух пиль, Читы хыс, Азыр тас.

### Стелы,менгиры, изваяния

Изваяние Ах-тас

В степных долинах музея-заповедника часто попадаются одиноко стоящие камни — стелы, менгиры и изваяния. Все эти названия обозначают примерно одно и то же — вертикально вкопанные каменные столбы или плиты. В научной литературе «стелами» чаще всего называют каменные столбы, под «менгирами» подразумевают плоские с двух сторон плиты, а «изваяния» — это каменные столбы-скульптуры. Большинство этих памятников было создано в эпоху бронзы (2-4 тыс. лет назад). Исследователи предполагают, что такими камнями обозначались места проведения древних обрядов, в которых были задействованы и сами объекты. Менгиры встречаются в районе Хызыл хая и долине Читы хыс. Гранитная стела в долине Кюг до сих пор почитается местными жителями как целебный камень. В восточной части музея-заповедника у аала Бейка находятся четыре изваяния эпохи ранней бронзы.

### Памятники земледелия, горного дела и металлургии
На территории музея-заповедника выявлено пять медных и четыре железных рудников эпохи бронзы и раннего железа. Найдено также двадцать две медеплавильных и пять железоплавильных печей. Памятники горного дела и металлургии находятся у сел Улуг кичиг, Казановка, Бейка, в долине рек Кюг, Бейка, База. В шестидесятые-восьмидесятые годы 20-го века территория будущего музея-заповедника была тщательно обследована археологом Яковом Ивановичем Сунчугашевым. Им были найдены и опубликованы все известные на сегодня в музее-заповеднике памятники земледелия и металлургии. Всего в музее-заповеднике на первичном учёте состоит 2163 памятника археологии. Причём в результате плановых археологических разведок, которые проводятся сотрудниками музея-заповедника c марте по октябрь, каждый год выявляется 20-40 новых памятников.

## "Хакасский аал"

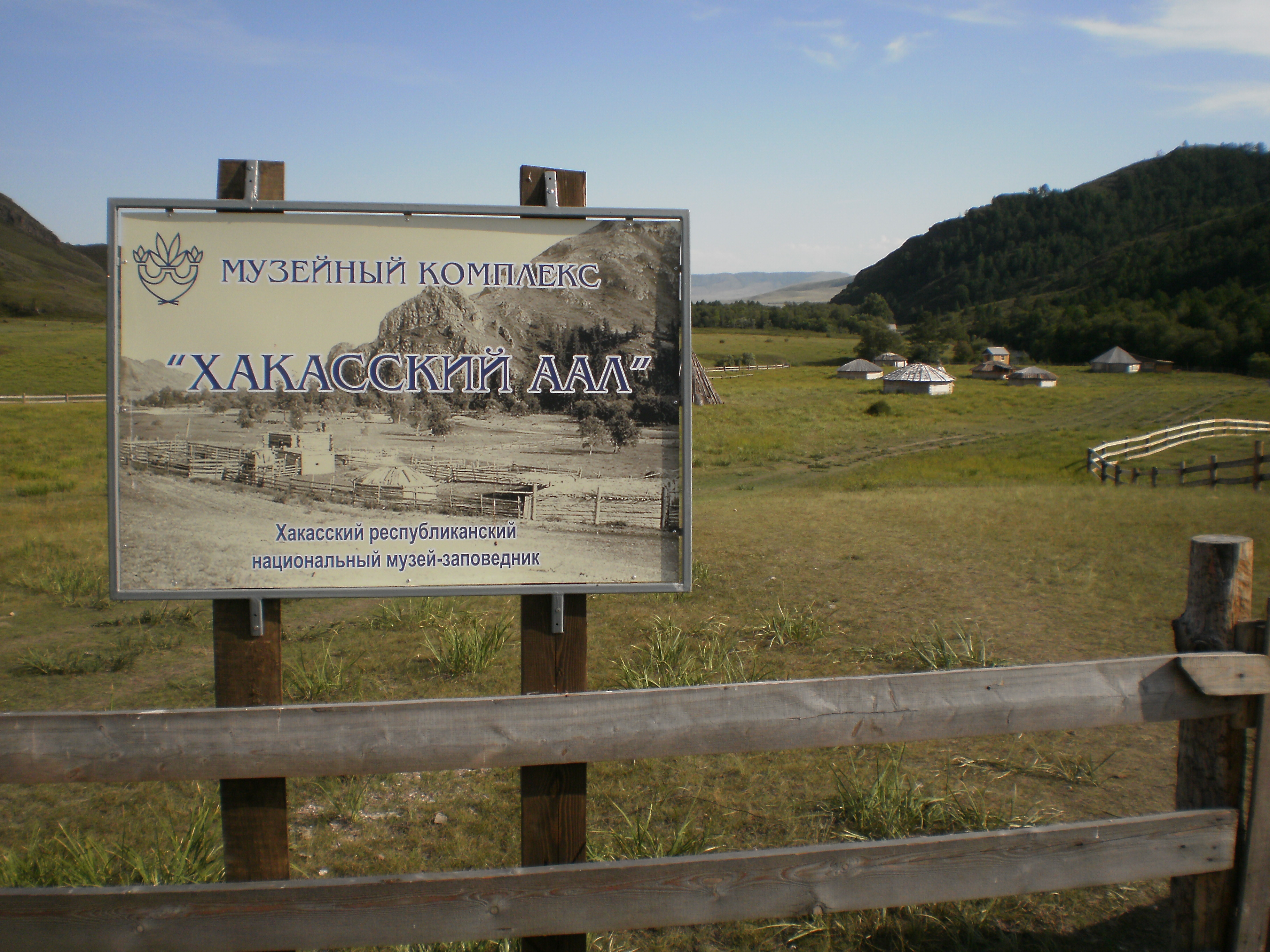
Вид на комплекс

Развивается музейный комплекс — этноэкологическое поселение "Хакасский аал". Построены макеты хакасских деревянных юрт и других типов жилищ хакасов.